# Mahlberg
Mahlberg là một thị trấn ở Ortenaukreis, phía Tây Baden-Württemberg, Đức. Nó nằm 8 km về phía tây nam của Lahr.